# Dotar

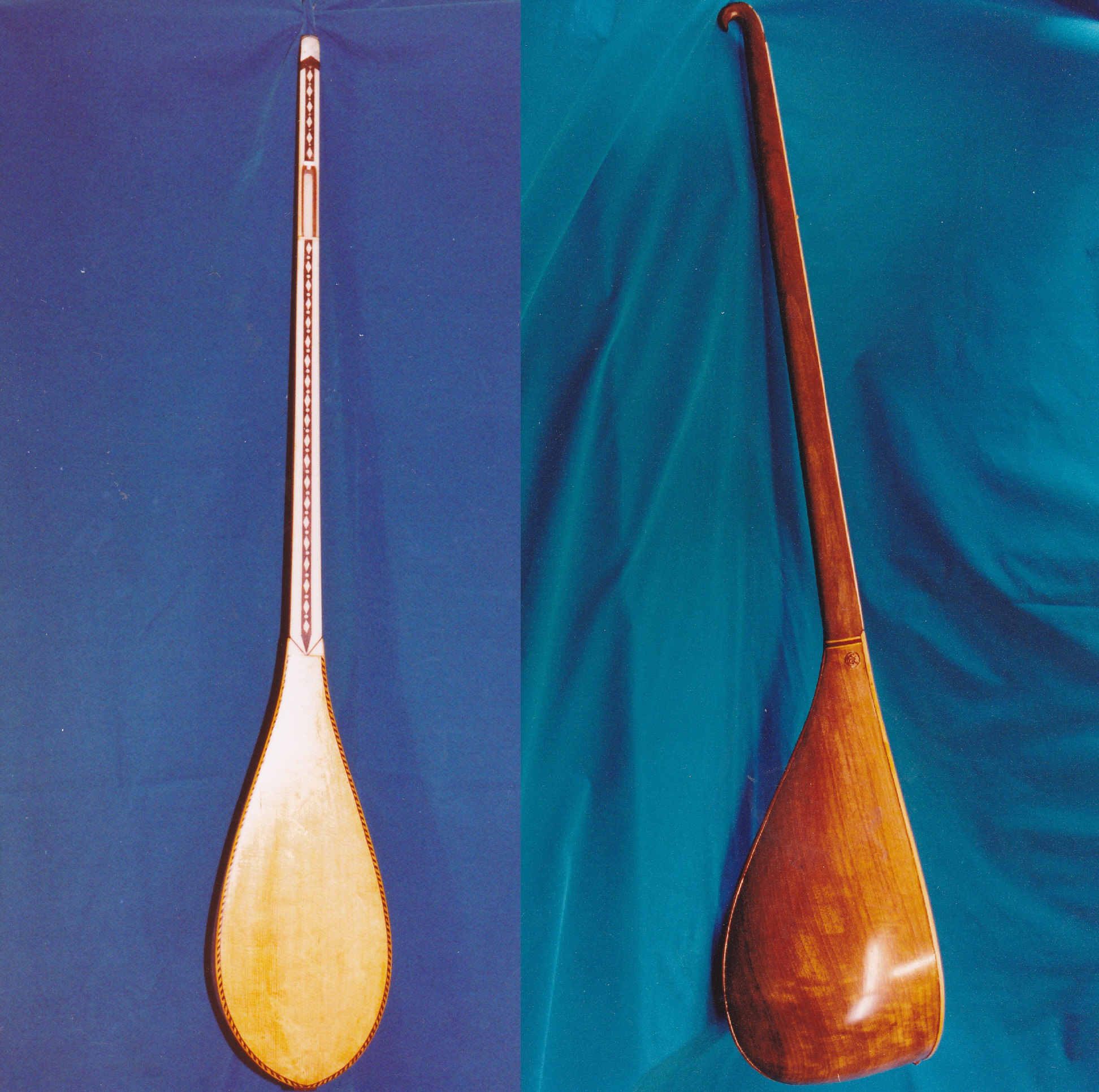
Iranische dotar

Dotar (persisch دوتار, DMG dotār, ‚zweisaitiges [Instrument]‘ oder dutār, Kurzform von persisch طنبور دوتاره, DMG ṭanbūr-e dotāre, ‚zweisaitige Langhalslaute‘) ist eine Langhalslaute, die in der iranischen, afghanischen und tadschikischen Musik sowie in Turkmenistan und Usbekistan gespielt wird. Verwandte dieses meist zweisaitigen Zupfinstruments in Zentralasien heißen dombra.
Die traditionelle Fertigung und das Spielen der Dotar wurde 2019 sowohl für Iran als auch für Turkmenistan in die UNESCO-Liste des immateriellen Kulturerbes der Menschheit aufgenommen.

## Bauform und Verbreitung
Die dotar kommt vor allem im Gebiet der historischen Region Chorasan vor. Berühmt sind die dotar (dotār-hā) der ostiranischen Stadt Torbat-e Dschām. Wie der Name do-tār sagt, hat sie zwei Saiten, die im Quartabstand gestimmt werden. Eine typische Stimmung wäre e – a. Das Instrument kann aber auch höher gestimmt werden, wie etwa g – c. Gespielt wird hauptsächlich auf der höheren Saite (im Beispiel a), wobei die Quarte (hier d) oder die Quinte (hier e) als Grundton genommen wird. Die tiefere Saite kann dementsprechend umgestimmt werden, um einen Bordunton zu erzeugen. Gerade auf der turkmenischen dotar in Nordiran wird die tiefere Saite oft auch mitgegriffen, so dass Akkorde entstehen, oft Quart-Parallelen. Dies gibt der turkmenischen Musik ihren eigenen Klangcharakter. In Afghanistan heißt die hohe Saite zil und die tiefe bam.
Eine dotar ist etwa einen Meter lang, der Korpus etwa 15–20 cm breit und 13–17 cm tief. Auch hier gibt es regional große Unterschiede. Der Hals ist mit Bünden aus Darm, Nylon oder seltener Draht versehen, die zumeist chromatisch angeordnet sind. Auf manchen dotar fehlen Zwischentöne, vor allem zwischen d′ und e′ und a′ und h′. Einige iranische dotar haben dagegen sogar sogenannte Vierteltöne. Die Bünde sind teilweise verschiebbar, so dass auch auf dotar, die nicht alle Töne als Bünde haben, Vierteltöne gespielt werden können, beispielsweise: a – h – c – c♯ – d – e – f▹ – g – a – h – c – c♯ – d – e, wobei f▹ den Sori-Ton zwischen f und f♯ bezeichnet. Der Tonumfang umfasst bis zu zwei Oktaven.
Die dotar wird mit den Fingern der rechten Hand angeschlagen, nicht mit einem Plektron. Die Fingertechnik kann sehr virtuos sein, wie Schläge mit dem Zeigefinger, Daumen, einem Abwärts- oder Aufwärtsrollen aller Finger oder Kombinationen daraus.
Die afghanische dutār hat einen schmaleren Körper und hat bei gleich gebliebenem Namen in der Mitte des 20. Jahrhunderts einen tiefgreifenden Wandel in der Bauform und dem Spieleinsatz erfahren. Um 1950 wurden die zwei Saiten zu drei erweitert, davon sind eine Melodie- und zwei Bordun-Saiten (Stimmung a – a – e). Darmsaiten wurden durch Stahlsaiten ersetzt. Die Zahl der Bünde wurde erhöht, um eine chromatische Skala von Halbtönen zu erhalten. Um 1965 entwickelte nach allgemeiner Einschätzung Karim Dutari, ein Musiker aus Herat, eine größere Dutār mit 14 Saiten. Die zusätzlich angebrachten Resonanzsaiten sollten den Klang verstärken. Der Geschmackswandel zeigt den Einfluss der durch Radio Afghanistan ausgestrahlten populären Musik. Daneben ging es Karim darum, die von ihm auf der Rubāb gespielten Solo-Musikstücke auch auf der Dutār ausführen zu können.
Die dutār wird seitdem mit einem Metalldrahtplektrum am Zeigefinger gespielt, was den Klang stärker macht. Verwandte der iranischen dotar in Usbekistan und Xinjiang in China sind wesentlich größer und haben Saiten aus Seide.
Denselben Namen dotar, auch dotara oder dotora, tragen Langhalslauten, die in der Volksmusik Bengalens und von den Bauls verwendet werden. Diese Instrumente haben zwei Saiten und entsprechen der einsaitigen langen ektar. Eher einer Mandoline ähnliche Zupfinstrumente in der nordindischen Volksmusik mit vier Saiten heißen ebenfalls dotar.

## Bekannte Dotar-Spieler
- Hoseyn Yeganeh (1918–1992)
- Ghorban Soleimani (1920–2008)
- Hosein Samandari
- Hamid Khezri (* 1969)
- Nur Ali Elahi

## Diskografie
- Asie Centrale / Central Asia. Les Maîtres du dotâr / The Masters of the Dotâr. Ouzbékistan – Tadjikistan – Iran (Khorâsân) – Turkménistan. Jean During (Aufnahmen und Text) Archives internationales de musique populaire, Genf. AIMP XXVI, 1993